# Olympische Sommerspiele 1996/Leichtathletik – 10.000 m (Frauen)

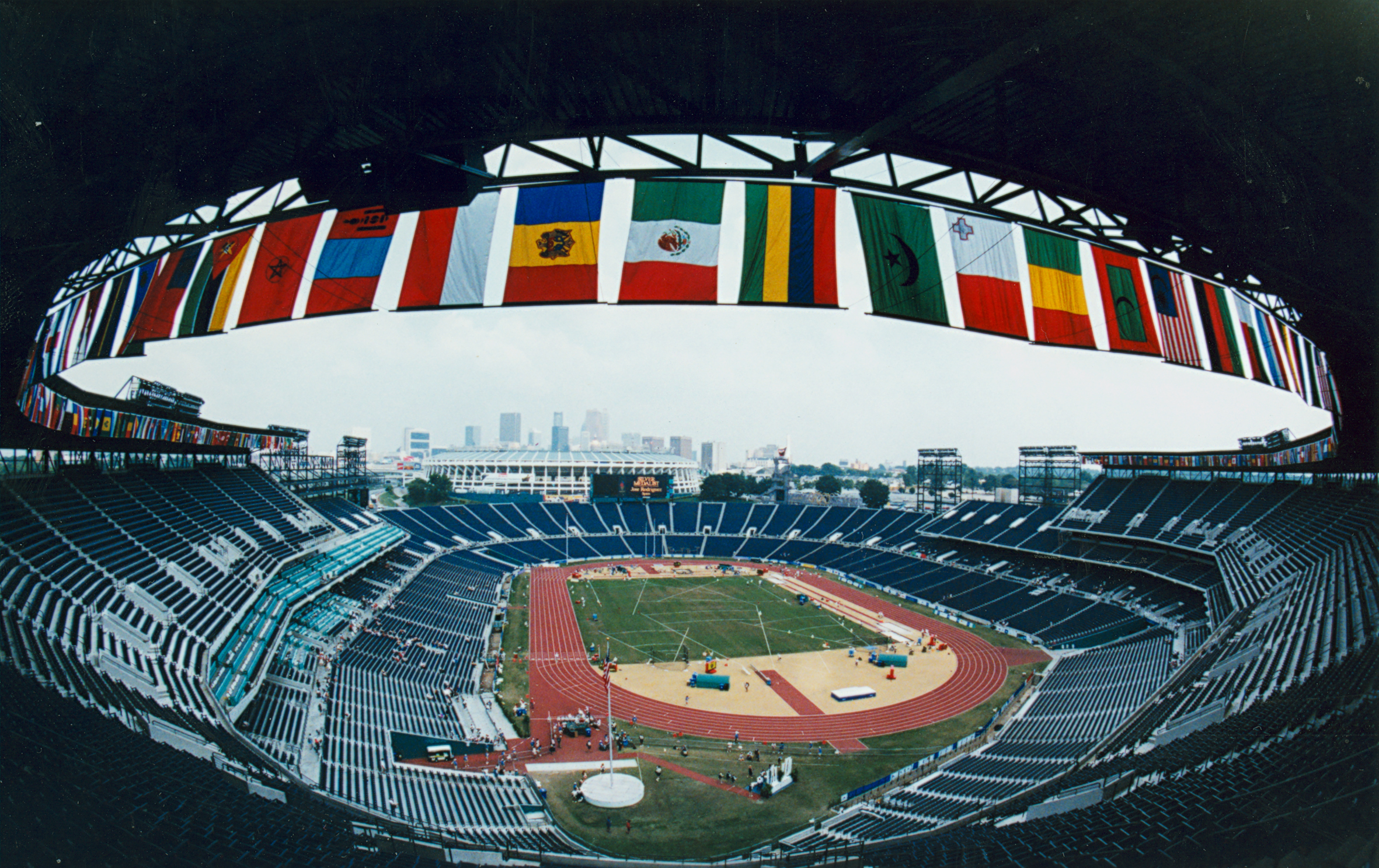
Das Centennial Olympic Stadium von Atlanta im Jahr 1996

Der 10.000-Meter-Lauf der Frauen bei den Olympischen Spielen 1996 in Atlanta wurde am 27. Juli und 2. August 1996 im Centennial Olympic Stadium ausgetragen. 35 Athletinnen nahmen teil.
Olympiasiegerin wurde die Portugiesin Fernanda Ribeiro. Sie gewann vor der Chinesin Wang Junxia und der Äthiopierin Gete Wami.
Für Deutschland startete Kathrin Weßel, frühere Kathrin Ullrich, die in der Vorrunde ausschied.

Auch die Schweizerin Daria Nauer scheiterte in der Vorrunde, ihre Teamkameradin Ursula Jeitziner konnte ihren Vorlauf nicht beenden.

Athletinnen aus Österreich und Liechtenstein nahmen nicht teil.

## Aktuelle Titelträgerinnen
| Olympiasiegerin 1992                      | Derartu Tulu ( Äthiopien)                  | 31:06,02 min                               | Barcelona 1992                             |
| Weltmeisterin 1995                        | Fernanda Ribeiro ( Portugal)               | 31:04,99 min                               | Göteborg 1995                              |
| Europameisterin 1994                      | Fernanda Ribeiro ( Portugal)               | 31:08,75 min                               | Helsinki 1994                              |
| Panamerikanische Meisterin 1995           | Carmem de Oliveira ( Brasilien)            | 33:10,19 min                               | Mar del Plata 1995                         |
| Zentralamerika- und Karibikmeisterin 1995 | Lucía Rendón ( Mexiko)                     | 35:12,37 min                               | Guatemala-Stadt 1995                       |
| Südamerikameisterin 1995                  | Carmem de Oliveira ( Brasilien)            | 33:55,84 min                               | Manaus 1995                                |
| Asienmeisterin 1995                       | Wang Junxia ( Volksrepublik China)         | 33:58,49 min                               | Jakarta 1995                               |
| Afrikameisterin 1996                      | Wettbewerb nicht im Meisterschaftsprogramm | Wettbewerb nicht im Meisterschaftsprogramm | Wettbewerb nicht im Meisterschaftsprogramm |
| Ozeanienmeisterin 1994                    | Wettbewerb nicht im Meisterschaftsprogramm | Wettbewerb nicht im Meisterschaftsprogramm | Wettbewerb nicht im Meisterschaftsprogramm |

## Rekorde

### Bestehende Rekorde
| Weltrekord         | 29:31,78 min | Wang Junxia ( Volksrepublik China) | Peking, Volksrepublik China | 8. September 1993  |
| Olympischer Rekord | 31:05,21 min | Olga Bondarenko ( Sowjetunion)     | Finale OS Seoul, Südkorea   | 30. September 1988 |

### Rekordverbesserung
Die portugiesische Olympiasiegerin Fernanda Ribeiro verbesserte den bestehenden olympischen Rekord im Finale am 2. August um 4,42 s auf 31:01,63 min. Den verfehlte sie um 1:33,43 min.

## Vorrunde
27. Juli 1996
Die Athletinnen traten zu zwei Vorläufen an. Für das Finale qualifizierten sich pro Lauf die ersten acht Sportlerinnen. Darüber hinaus kamen die vier Zeitschnellsten, die sogenannten Lucky Loser, weiter. Die direkt qualifizierten Läuferinnen sind hellblau, die Lucky Loser hellgrün unterlegt.
Anmerkung:
Alle Zeiten sind in Ortszeit Atlanta (UTC−5) angegeben.

### Vorlauf 1

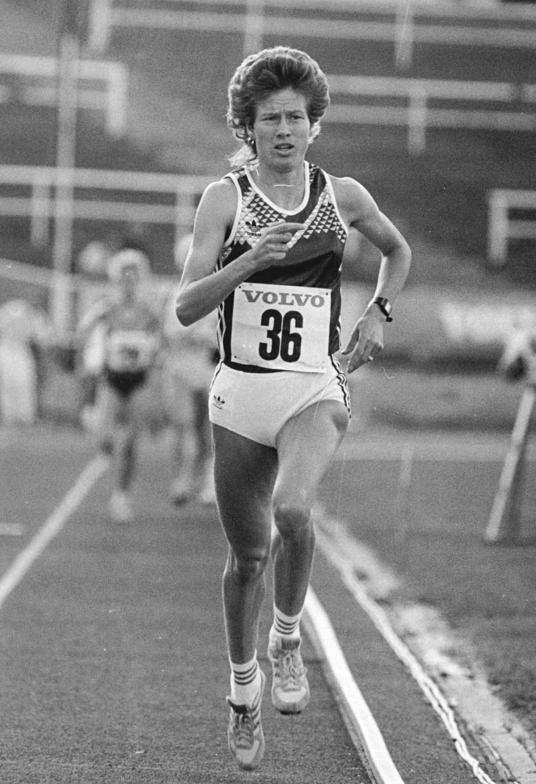
Kathrin Weßel schied als Dreizehnte ihres Vorlaufs aus

21:35 Uhr
| Platz | Name                | Nation              | Zeit (min) |
| ----- | ------------------- | ------------------- | ---------- |
| 1     | Gete Wami           | Äthiopien           | 32:20,92   |
| 2     | Berhane Adere       | Äthiopien           | 32:21,09   |
| 3     | Julia Vaquero       | Spanien             | 32:27,05   |
| 4     | Tegla Loroupe       | Kenia               | 32:28,73   |
| 5     | Yuko Kawakami       | Japan               | 32:31,69   |
| 6     | Catherina McKiernan | Irland              | 32:32,10   |
| 7     | Wang Junxia         | Volksrepublik China | 32:36,53   |
| 8     | Colleen De Reuck    | Südafrika           | 32:39,19   |
| 9     | Kate Fonshell       | USA                 | 32:48,05   |
| 10    | Nyla Carroll        | Neuseeland          | 32:50,64   |
| 11    | Silvia Sommaggio    | Italien             | 32:59,40   |
| 12    | Klara Kaschapowa    | Russland            | 33:28,34   |
| 13    | Kathrin Weßel       | Deutschland         | 33:31,67   |
| 14    | Conceição Ferreira  | Portugal            | 33:40,76   |
| 15    | Farida Fatès        | Frankreich          | 34:38,49   |
| DNF   | Ursula Jeitziner    | Schweiz             |            |
| DNF   | Kylie Risk          | Australien          |            |

### Vorlauf 2
22:15 Uhr
| Platz | Name               | Nation              | Zeit (min) |
| ----- | ------------------ | ------------------- | ---------- |
| 1     | Derartu Tulu       | Äthiopien           | 31:35,90   |
| 2     | Sally Barsosio     | Kenia               | 31:36,00   |
| 3     | Fernanda Ribeiro   | Portugal            | 31:36,32   |
| 4     | Masako Chiba       | Japan               | 31:37,03   |
| 5     | Iulia Negură       | Rumänien            | 31:40,16   |
| 6     | Annemari Sandell   | Finnland            | 31:40,42   |
| 7     | Hiromi Suzuki      | Japan               | 31:54,89   |
| 8     | Maria Guida        | Italien             | 31:55,35   |
| 9     | Ljudmila Petrowa   | Russland            | 31:58,84   |
| 10    | Wang Mingxia       | Volksrepublik China | 32:10,26   |
| 11    | Yang Siju          | Volksrepublik China | 32:22,77   |
| 12    | Susan Hobson       | Australien          | 32:25,13   |
| 13    | Joan Nesbit        | USA                 | 32:33,48   |
| 14    | Firija Sultanowa   | Russland            | 32:40,91   |
| 15    | Chantal Dällenbach | Frankreich          | 33:22,35   |
| 16    | Daria Nauer        | Schweiz             | 33:56,95   |
| 17    | Olga Appell        | USA                 | 34:12,54   |
| 18    | Justine Nahimana   | Burundi             | 35:58,51   |

## Finale

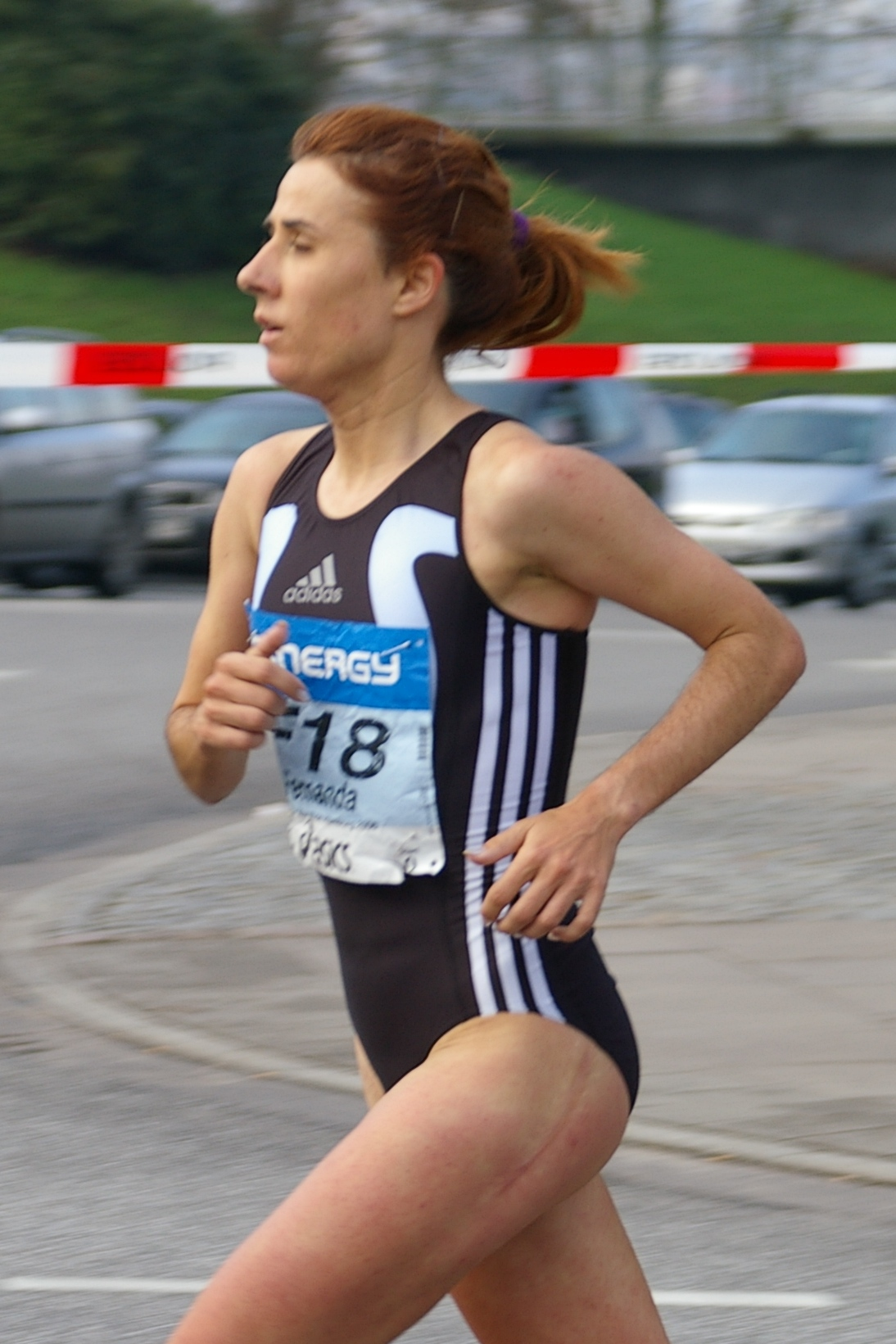
Olympiasiegerin Fernanda Ribeiro

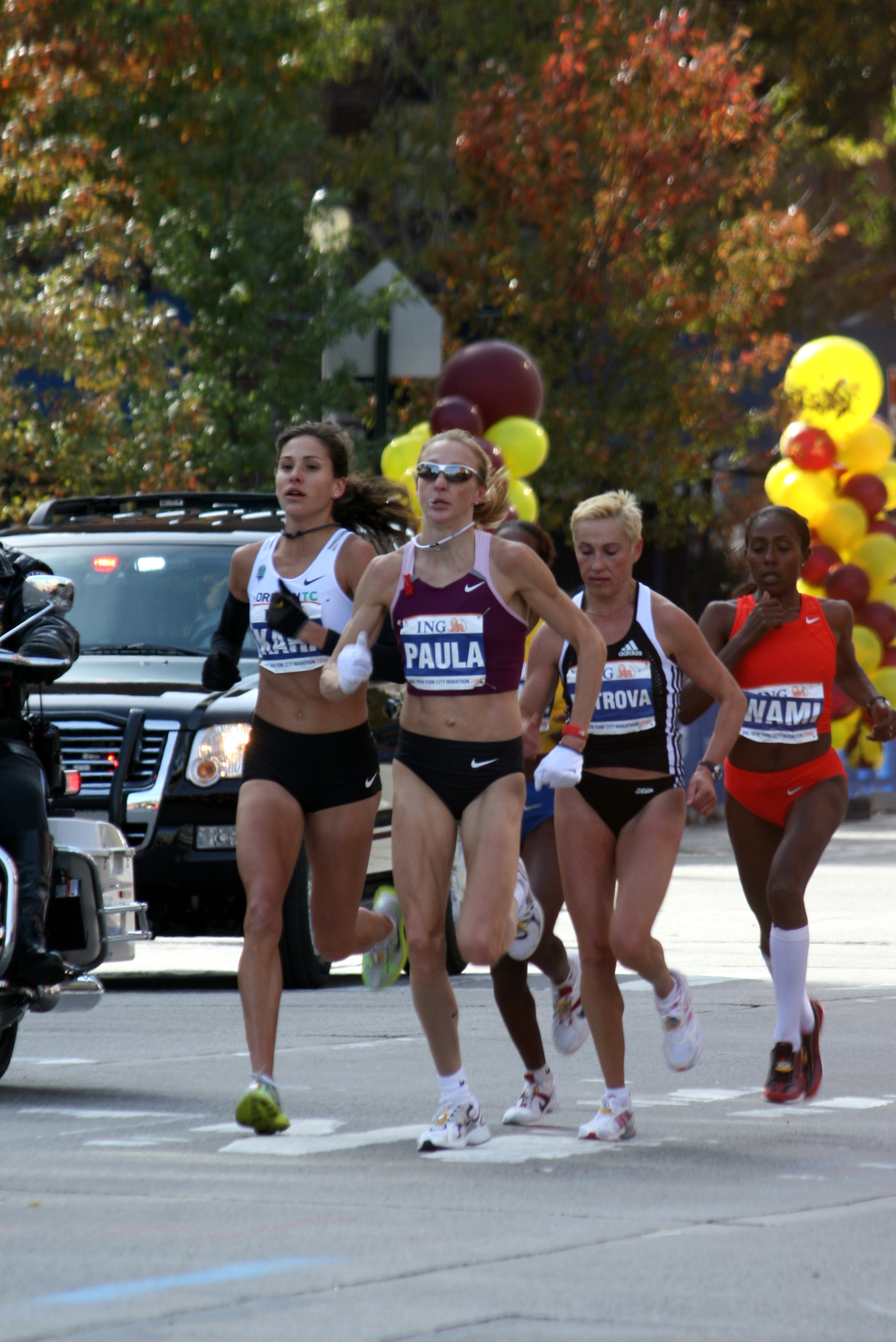
Gete Wami (hier ganz in Rot bei einem Marathon im Jahr 2008) gewann die Bronzemedaille

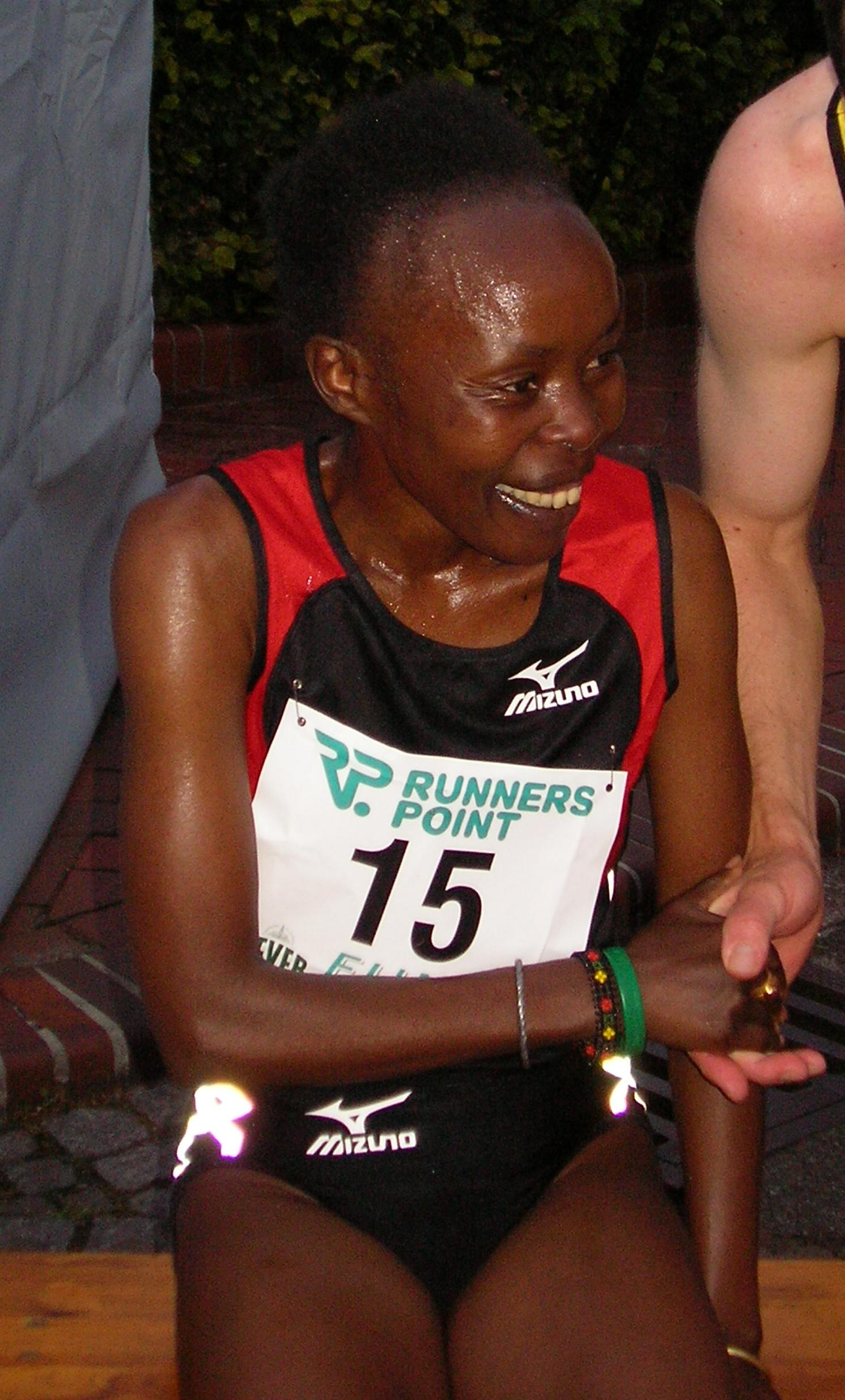
Die sechstplatzierte Tegla Loroupe

2. August 1996, 21:30 Uhr
| Zwischenzeiten      | Zwischenzeiten | Zwischenzeiten                                        | Zwischenzeiten |
| Zwischenzeit- marke | Zwischenzeit   | Führende                                              | 1000-m-Zeit    |
| ------------------- | -------------- | ----------------------------------------------------- | -------------- |
| 1000 m              | 03:07,50 min   | Catherina McKiernan vor dem geschlossenen Feld        | 3:07,50 min    |
| 2000 m              | 06:11,66 min   | Catherina McKiernan vor dem geschlossenen Feld        | 3:04,16 min    |
| 3000 m              | 09:19,27 min   | Catherina McKiernan vor dem geschlossenen Feld        | 3:07,61 min    |
| 4000 m              | 12:26,23 min   | Fernanda Ribeiro vor dem größten Teil des Feldes      | 3:06,56 min    |
| 5000 m              | 15:35,86 min   | Fernanda Ribeiro vor dem größten Teil des Feldes      | 3:09,63 min    |
| 6000 m              | 18:42,91 min   | Sally Barsosio mit einer großen Spitzengruppe         | 3:07,05 min    |
| 7000 m              | 21:55,16 min   | Julia Vaquero mit einer zehnköpfigen Spitzengruppe    | 3:12,25 min    |
| 8000 m              | 25:03,31 min   | Julia Vaquero mit einer achtköpfigen Spitzengruppe    | 3:08,15 min    |
| 9000 m              | 28:11,64 min   | Fernanda Ribeiro mit einer fünfköpfigen Spitzengruppe | 3:08,33 min    |
| 10.000 m            | 31:01,63 min   | Fernanda Ribeiro                                      | 2:49,99 min    |

| Platz | Name                | Nation              | Zeit (min) | Anmerkung |
| ----- | ------------------- | ------------------- | ---------- | --------- |
| 1     | Fernanda Ribeiro    | Portugal            | 31:01,63   | OR        |
| 2     | Wang Junxia         | Volksrepublik China | 31:02,58   |           |
| 3     | Gete Wami           | Äthiopien           | 31:06,65   |           |
| 4     | Derartu Tulu        | Äthiopien           | 31:10,56   |           |
| 5     | Masako Chiba        | Japan               | 31:20,62   |           |
| 6     | Tegla Loroupe       | Kenia               | 31:23,22   |           |
| 7     | Yuko Kawakami       | Japan               | 31:23,23   |           |
| 8     | Iulia Negură        | Rumänien            | 31:26,46   |           |
| 9     | Julia Vaquero       | Spanien             | 31:27,07   |           |
| 10    | Sally Barsosio      | Kenia               | 31:53,38   |           |
| 11    | Catherina McKiernan | Irland              | 32:00,38   |           |
| 12    | Annemari Sandell    | Finnland            | 32:14,66   |           |
| 13    | Colleen De Reuck    | Südafrika           | 32:14,69   |           |
| 14    | Ljudmila Petrowa    | Russland            | 32:25,89   |           |
| 15    | Wang Mingxia        | Volksrepublik China | 32:38,98   |           |
| 16    | Hiromi Suzuki       | Japan               | 32:43,39   |           |
| 17    | Susan Hobson        | Australien          | 32:47,71   |           |
| 18    | Berhane Adere       | Äthiopien           | 32:57,35   |           |
| 19    | Yang Siju           | Volksrepublik China | 33:15,29   |           |
| DNS   | Maria Guida         | Italien             |            |           |

Im Finale trafen jeweils drei Äthiopierinnen, Chinesinnen und Japanerinnen sowie zwei Kenianerinnen auf je eine Teilnehmerin aus Australien, Finnland, Irland, Portugal, Rumänien, Russland, Spanien und Südafrika.
Favoritinnen waren vor allem die amtierende Welt- und Europameisterin Fernanda Ribeiro aus Portugal, die chinesische Weltrekordlerin und 5000-Meter-Olympiasiegerin Wang Junxia, die äthiopische Olympiasiegerin von 1992 und Vizeweltmeisterin Derartu Tulu sowie die kenianische WM-Dritte Tegla Loroupe.
Zunächst einmal machten die heißen Bedingungen von Atlanta es den Läuferinnen nicht einfach, diese lange Strecke anzugehen. Schnelle Zeiten waren eigentlich nicht zu erwarten. Auf den ersten acht Runden machte die Irin Catherina McKiernan die Führungsarbeit. Dann ging Ribeiro an die Spitze und blieb dort bis zur Hälfte des Rennens. Das Tempo hielt sich erwartungsgemäß in Grenzen, das Feld blieb lange geschlossen zusammen, wurde jedoch mit zunehmendem Rennverlauf nach und nach kleiner. Die einzelnen 1000-Meter-Zeiten bis zur 9000-Meter-Marke lagen zwischen 3:04 min und 3:12 min. Die Kenianerin Sally Barsosio löste Ribeiro zwischenzeitlich an der Spitze ab, anschließend übernahm die Spanierin Julia Vaquero die Führung, die dann allerdings zusammen mit weiteren Läuferinnen abreißen lassen musste. Drei Runden vor Schluss waren noch fünf Läuferinnen in einer Führungsgruppe zusammen. Ribeiro lief an der Spitze vor Wang, den beiden Äthiopierinnen Gete Wami und Tulu sowie Loroupe. Nach weiteren vierhundert Metern gab es nur noch vier Läuferinnen mit Medaillenchancen: Ribeiro, Wang, Tulu und Wami. Wang ergriff nun die Initiative und forcierte das Tempo erheblich. Nur Ribeiro konnte ihr noch folgen. So hatten sich zwei Zweiergruppen gebildet. Wang und Ribeiro kämpften um Gold, Wami und Tulu um Bronze. In der Schlussrunde löste sich Wang um einige Meter auch von Ribeiro und die Chinesin lag bis ausgangs der letzten Kurve vorne. Doch die Portugiesin hatte noch große Reserven und zog auf der Zielgeraden an der Führenden vorbei, Fernanda Ribeiro gewann die Goldmedaille. Mit 2:49,99 min waren die letzten tausend Meter so schnell, dass es am Ende sogar noch einen neuen Olympiarekord gab. Auch Wang Junxia als Silbermedaillengewinnerin blieb unter dem bis dahin gültigen Rekord. Den Spurt um Bronze entschied Gete Wami deutlich vor ihrer Landsfrau Derartu Tulu. Rang fünf belegte die Japanerin Masako Chiba vor Tegla Loroupe und Yuko Kawakami, ebenfalls aus Japan.
Fernanda Ribeiro war die erste Olympiasiegerin aus Portugal im 10.000-Meter-Lauf der Frauen.
Wang Junxia gewann die erste chinesische Medaille in dieser Disziplin.

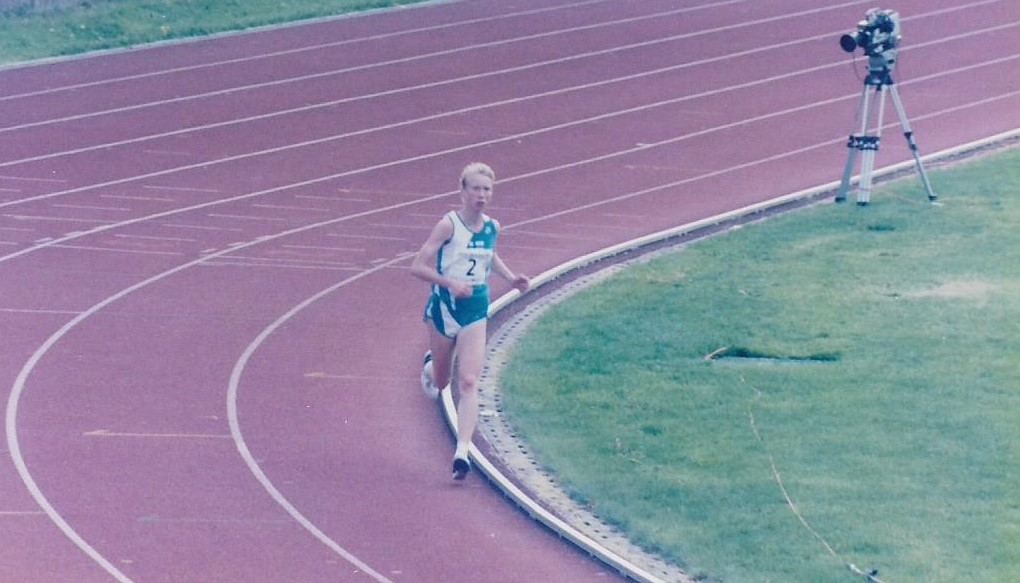
Annemari Sandell kam auf den zwölften Rang
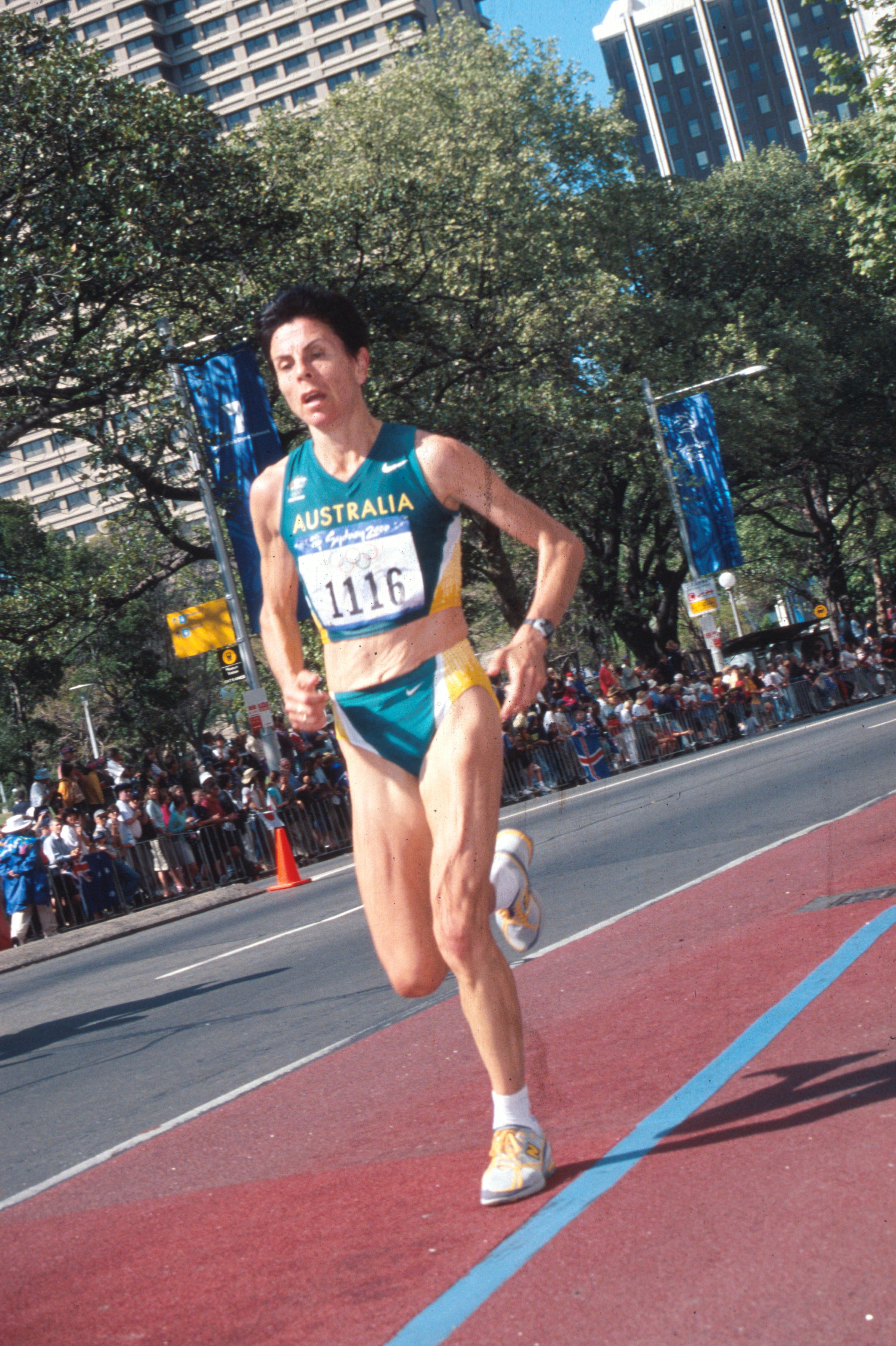
Susan Hobson erreichte Platz siebzehn
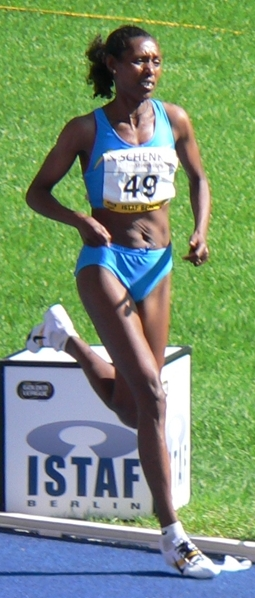
Berhane Adere belegte im Finale Rang achtzehn

## Videolinks
- 6359 Olympic 1996 10000m Women, youtube.com, abgerufen am 14. Januar 2022
- Women's 10,000m Atlanta Olympics 1996, Schlussphase, youtube.com, abgerufen am 7. März 2018
- Fernanda Ribeiro (Medalha de Ouro J.O. de Atlanta a corrida completa), youtube.com, abgerufen am 7. März 2018